# Малаховиці-Кольонія
Малаховиці-Кольонія (пол. Małachowice-Kolonia) — село в Польщі, у гміні Озоркув Зґерського повіту Лодзинського воєводства.
Населення — 198 осіб (2011).

## Демографія
Демографічна структура станом на 31 березня 2011 року:
|          | Загалом | Допрацездатний вік | Працездатний вік | Постпрацездатний вік |
| -------- | ------- | ------------------ | ---------------- | -------------------- |
| Чоловіки | 104     | 26                 | 66               | 12                   |
| Жінки    | 94      | 12                 | 61               | 21                   |
| Разом    | 198     | 38                 | 127              | 33                   |